# Heteropsis linearis
Heteropsis linearis är en kallaväxtart som beskrevs av Albert Charles Smith. Heteropsis linearis ingår i släktet Heteropsis och familjen kallaväxter. Inga underarter finns listade.